# Dietrich de Nieheim
Dietrich de Nieheim (Niem ou Nyem) (c. 1345–22 de março de 1418) foi um historiador medieval, nascido em Nieheim, uma pequena cidade sujeita à Sé de Paderborn.

## Vida
Nada se sabe sobre sua família e pouco se sabe sobre sua vida antes de entrar para o serviço da Cúria papal. Passou algum tempo na Itália estudando direito, mas nunca obteve o título de Doutor. Tornou-se notário do tribunal papal da rota em Avinhão, para o qual precisou receber ordens religiosas, caso ainda não as tivesse recebido. Quando o Papa Gregório XI retornou a Roma em 1377, Dietrich o acompanhou.
Urbano VI deu-lhe atenção especial, nomeando-o abreviador da chancelaria papal, e em 1383 levou-o consigo em visita a Carlos III de Nápoles, uma expedição que resultou em diversas aventuras desagradáveis, das quais Dietrich escapou em 1385 ao deixar a Cúria. Em 1387, ele reaparece entre os abreviadores e, em 1395, o Papa Bonifácio IX nomeou-o para o Principado-Episcopado de Verden. Sua tentativa de tomar posse da sé, contudo, encontrou oposição bem-sucedida. Por volta da Páscoa de 1401, Dietrich estava em Erfurt, Alemanha, onde matriculou-se na universidade.
No final do século XIV, Johann Peters de Dordrecht fundou em Roma um hospital para peregrinos alemães, conhecido como Santa Maria dell'Anima, ainda existente e unido à igreja nacional alemã em Roma. Dietrich foi um promotor enérgico da nova fundação, a tal ponto que, depois de Peters, merece ser considerado seu principal fundador.
Ele teve que retomar o trabalho na chancelaria, onde seu nome reaparece em 1403. Dietrich havia começado a escrever uma crônica, da qual apenas fragmentos sobreviveram. Sua importância principal, contudo, está na atuação nas controvérsias decorrentes do Grande Cisma. Ele acompanhou o Papa Gregório XII para Lucca em maio de 1408. Não participou do Concílio de Pisa, pois estava então na Alemanha, mas aderiu ao papa eleito pelo concílio de Pisa (Papa Alexandre V) e ao seu sucessor, o Antipapa João XXIII, retomando seu lugar na Cúria. Diante da crescente confusão na Igreja, tornou-se um dos mais ardentes defensores do apelo a um concílio geral. Esteve presente no Concílio de Constança como conselheiro da "nação" alemã. Morreu em Maastricht em 22 de março de 1418.
Dietrich escreveu sobre eventos nos quais esteve diretamente envolvido ou sobre os quais podia obter informações precisas. Suas obras mais importantes são o Nemus unionis e o De schismate. A primeira, compilada em Lucca após o rompimento com Gregório XII, é uma coletânea de documentos que caíram em suas mãos durante as negociações de união: pronunciamentos papais, panfletos, cartas escritas e recebidas por ele, entre outros.
O De schismate libri III, concluído em 25 de maio de 1410, descreve os acontecimentos desde 1376 conforme os vivenciou. Foi continuado na Historia de vita Johannis XXIII. A abundância de material faz desta obra uma das fontes mais importantes para os últimos estágios do cisma. Seus julgamentos, contudo, devem ser lidos com cautela, pois Dietrich era fortemente partidário.

## Obras
Outras obras incluem:
- De bono regimine Rom. pontificis, dedicado ao novo [anti]papa (João XXIII)
- De modis uniendiae reformandi ecclesiam e De difficultate reformationis in concilia universali, defendendo a convocação de um concílio, ao qual o papa deveria se submeter
- Contra dampnatos Wiclivitas Pragae, contra os Hussitas
- Jura ad privilegia imperil, uma glorificação do império diante da convocação do Concílio de Constança
- Avisamenta pelcherrima de unions et reformatione membrorum et capitis fienda, um programa de reforma da Igreja baseado em suas experiências com os males do sistema papal
- De schismate libri III, A.D. 1411: "Quando a existência da Igreja está ameaçada, ela se vê liberta dos mandamentos da moralidade. Com a unidade como objetivo, todos os meios são santificados: até mesmo astúcia, traição, violência, simonia, prisão, morte. Pois toda ordem existe pelo bem da comunidade, e o indivíduo deve ser sacrificado pelo bem comum."

## Aparições na ficção
Um trecho de De schismate libri III, de Dietrich de Nieheim, é utilizado como epígrafe no início do segundo capítulo do romance Darkness at Noon de Arthur Koestler: Citação: Quando a existência da Igreja está ameaçada, ela se vê liberta dos mandamentos da moralidade. Com a unidade como objetivo, o uso de todos os meios é santificado — até mesmo o engano, a traição, a violência, a usura, a prisão e a morte. Porque a ordem serve ao bem da comunidade, o indivíduo deve ser sacrificado pelo bem comum.
Entretanto, isso é, na verdade, uma paráfrase da posição de Dietrich expressa no tratado De modis, segundo o historiador alemão Ludwig von Pastor, em seu livro Geschichte der Päpste seit dem Ausgang des Mittelalters (História dos Papas desde o Fim da Idade Média), vol. 1, p. 149. De modis é creditado nas edições alemãs de Darkness at Noon, mas von Pastor não é. A paráfrase trata de como Dietrich desejava que o imperador do Sacro Império convocasse um Concílio Geral, o papa se submetesse à vontade do imperador e do concílio, e que ambos usassem quaisquer meios necessários para pôr fim ao cisma dos antipapas.
Aqui está a citação original de De modis, da seção 'De modis, loco trium malorum Pontificum, unum bonum eligendi, in Universalis Concilio Constantienst':Citação: Portanto, prestai atenção, ó fiéis. Pois obedecer a tais contendores e apoiar aqueles que dividem a Igreja, consideramos um pecado gravíssimo e mortal — dividir, digo, o Corpo de Cristo com suas iniquidades e pecados. Pois creio que já fostes libertos desses domínios tirânicos, se vossa obediência não fosse alimentada.
Mas, se esses dois ou três [papas e antipapas] não cederem voluntariamente, resta recorrer a remédios mais fortes. Ou seja, derrubando-os e segregando-os da comunidade da Igreja, e, como já dito, retirando-lhes a obediência.
Então, se a Igreja não puder alcançá-lo por esse caminho, então, por meio de engano, fraude, armas, violência, poder, promessas, presentes e dinheiro, e finalmente, prisão e morte, é apropriado buscar de qualquer forma a santíssima união e junção da Igreja.
Próximo ao que disse Túlio Cícero em De Officiis [III v 23]: 'Isto é o que as leis buscam, isto é o que elas querem: [a cidade] estar segura e unida. Assim, aqueles que violam as leis são punidos com morte, exílio, correntes e multas.'